# Gianni Bisiach
Gianni Bisiach, all'anagrafe Giovanni Bisiach (Gorizia, 7 maggio 1927 – Roma, 20 novembre 2022), è stato un giornalista, scrittore, medico, regista, conduttore radiofonico e televisivo italiano.

## Biografia

### Formazione e carriera nella medicina
Diplomato nel 1946 al liceo scientifico di Gorizia, successivamente si trasferì per sei anni in Africa come ufficiale meteorologico della Royal Air Force all'Aeroporto di Asmara; in seguito fu ricercatore con il professor Raymond Katz al laboratorio geologico dell'Eritrea e lavorò anche come cercatore d'uranio in Dancalia con l'ingegnere belga Louis Astrup.
Ottenne due lauree in medicina e chirurgia, col massimo dei voti, alla scuola di medicina di Asmara e all'Università di Roma, specializzandosi in anestesia e radiologia, per poi dedicarsi alla ricerca: in Africa si occupò di malattie endemiche e malnutrizione, collaborando tra gli altri con l'insigne oculista Giambattista Bietti, mentre in Italia compì studi in psichiatria, con Franco Basaglia, e in neurochirurgia.
Come medico, fu primo aiuto chirurgo dei professori Antonino Musso (già allievo di Achille Mario Dogliotti) e Pietro Valdoni, nonché anestesista personale di Raffaele Paolucci, direttore della clinica chirurgica dell'Università di Roma. Con Luigi Gedda, luminare di gemellologia e figura illustre dell'associazionismo cattolico italiano, compì ricerche sul parto indolore, ai fini della stesura di un testo di papa Pio XII. Con Giovanni Berlinguer effettuò ricerche sulla malaria, nell'Istituto di Parassitologia dell'Università di Roma diretto da Ettore Biocca (1922-2001).

### Carriera nel cinema
Di precocissima esperienza, già all'età di 7 anni realizzò con cinepresa, proiettore e moviola Pathé Baby, brevi documentari per il Cine-GUF di Gorizia, per poi scrivere a Roma sceneggiature con Cesare Zavattini (Il tetto, I misteri di Roma anche come regista) e con Michelangelo Antonioni (Professione: reporter).
Nel 1969 realizzò il film documentario I due Kennedy, prodotto da Angelo Rizzoli e Alfredo Bini e insignito del premio Spoleto Cinema 1970 a pari merito con Luchino Visconti (La caduta degli dei) e Federico Fellini (Fellini Satyricon).
Nel 1972 girò un documentario sul viaggio di papa Paolo VI in Asia ed Oceania. Sempre nel 1972, Bisiach venne chiamato da Roberto Rossellini, presidente del Centro sperimentale di cinematografia, a coordinare i corsi e a tenere, per dieci anni, l'insegnamento di Tecniche dell'Informazione Cinematografica e Televisiva.
Nel 1978 Saddam Hussein, vicepresidente della Repubblica dell'Iraq, lo invitò a Baghdad per il Festival del Film antimperialista, con una delegazione formata da Sergio Amidei (sceneggiatore del film Roma città aperta), il regista Ettore Scola e Gina Lollobrigida. Saddam Hussein accompagnò Bisiach a visitare il Paese (Babilonia, Bassora) e gli assegnò il premio per il film I due Kennedy.

### Carriera nella televisione
Entrato in Rai grazie a Massimo Rendina, che aveva conosciuto ad Asmara, Bisiach fu autore di inchieste giornalistiche per i notiziari e speciali dei programmi culturali TV. Curò la rubrica Testimoni oculari (1958-1961) e nel dicembre 1960 l'inchiesta in tre puntate sulle spedizioni polari di Umberto Nobile, con i dirigibili "Norge" ed "Italia" ottenendo il massimo ascolto nella storia della Rai, con oltre 28 milioni di telespettatori.
Nel 1962, per la trasmissione RT Rotocalco Televisivo condotta da Enzo Biagi, realizzò Rapporto da Corleone, la prima inchiesta televisiva sulla mafia in Sicilia, con la collaborazione di Cesare Terranova, poi ucciso nel 1979 insieme al suo autista Lenin Mancuso da Luciano Liggio (che dal giudice Terranova era stato condannato all'ergastolo), e di Felice Chilanti, Girolamo Li Causi, Michele Pantaleone, Antonino Rizzotto (fratello del sindacalista-eroe di Corleone) e Ferruccio Parri.
Da questa inchiesta (realizzata in condizioni territoriali particolarmente proibitive, tanto da doversi avvalere dell'assistenza di alcuni ex partigiani) nacque la Commissione parlamentare antimafia (1963). Negli Stati Uniti l'anchorman Walter Cronkite ne farà uso come materiale didattico per il corso dei telegiornalisti interno alla CBS.
Nel 1962 a Parigi, con Giorgio Vecchietti e Claudio Savonuzzi, creò il titolo TV7 per la nuova rubrica settimanale di approfondimento legata al Telegiornale, della cui redazione farà parte costantemente negli anni, anche come inviato speciale. L'attività per Tv7 andò di pari passo con quella svolta in Francia per il programma Cinq Colomnes à la Une e in Inghilterra per Panorama, con il collega inglese Robert Rowland.
Nel 1964 si recò negli USA, affiancando per un mese Walter Cronkite nel suo lavoro quotidiano per la preparazione del telegiornale CBS Evening News e per lo speciale XX Century. Nel 1965 realizzò l'inchiesta La pena di morte nel mondo; con la collaborazione di Robert Kennedy, salverà dalla camera a gas di San Quintino il condannato a morte Dovie Carl Mathis, fornendogli i mezzi per un'efficace difesa.
Condusse altre inchieste sullo spionaggio, con il direttore della CIA William Colby, sull'Etiopia con l'imperatore Hailé Selassié, a Teheran con lo Scià di Persia, a Londra con i Beatles esordienti, ad Haiti con i terribili tonton macoutes, tagliatori di teste di François Duvalier, in Amazzonia con gli Indios nella foresta, all'Actors Studio con Lee Strasberg e Paul Newman, in Venezuela con il presidente Caldera, in Perù con la pilota Hilde Goetz, a Wall Street con Franco Desideri, a Dallas con Ruggero Orlando, a New Orleans con il procuratore generale Jim Garrison (reso famoso dal film JFK - Un caso ancora aperto), all'aeroporto di Parigi-Le Bourget col cosmonauta Jurij Gagarin, primo uomo nello spazio, a Cape Kennedy con gli astronauti del programma Apollo per gli sbarchi sulla Luna.
Realizzò importanti servizi fra i quali:
- per Rai 1: le serie Testimoni oculari, Grandi battaglie, XX secolo, La Seconda Guerra Mondiale, La Grande Guerra, 80 anni dopo
- per RaiSat: Come eravamo: moviola della storia
- per Rai International: Ricordando il passato
- per Rai Educational: 100 puntate di Alfabeto TV
- per la Camera dei deputati: Storia del Parlamento italiano in 2 puntate (1978).

La produzione di Gianni Bisiach dal 1957 si compone complessivamente di 3000 documentari e per il TG1 dal 2001 al 2013 ben 4000 puntate di Un minuto di Storia, ottenendo sempre alti indici di ascolto.
Nel novembre 1980 condusse una trasmissione speciale sul terremoto dell'Irpinia ricevendo una medaglia d'oro del commissario straordinario Zamberletti, il premio Italia della critica internazionale e premio Saint-Vincent per il giornalismo.
Fu l'unico giornalista che lavorò, dagli inizi della televisione in Italia, con tutti i direttori del Telegiornale Rai (poi TG1): dal primo, Vittorio Veltroni, a Mario Orfeo.
Nell'ambito della fiction, per Ettore Bernabei (Lux Vide) curò il soggetto e la documentazione per L'avventurosa vita di Benito Mussolini, dalla nascita alla morte (400 pagine, anno 2002).

### Carriera alla radio
In ambito radiofonico tenne varie rubriche culturali per Rai Radio 1 e per 13 anni fu capostruttura responsabile nonché conduttore del programma Radio anch'io (1980-1992), trasmesso dalla stessa emittente.

### Morte
Gianni Bisiach è morto a Roma il 20 novembre 2022, all'età di 95 anni. Il funerale si è svolto dopo tre giorni nella basilica di Santa Maria in Montesanto, nota anche come Chiesa degli artisti in piazza del Popolo a Roma; a Gorizia è stata celebrata una seconda cerimonia nella chiesa di San Rocco. È stato sepolto nel locale cimitero monumentale.

## Opere
- Così si muore, Genova, Immordino, 1968.
- Pertini racconta. Gli anni 1915-1945, Milano, A. Mondadori, 1983.
- Radio anch'io. L'Italia al microfono, Milano, A. Mondadori, 1985.
- Inchiesta sulla felicità. Cento e più modi d'essere realmente felici, Milano, Rizzoli, 1987, ISBN 88-17-53155-3.
- Il presidente. La lunga storia di una breve vita, Roma, Newton Compton, 1990. [Presentato a Roma prima da Arthur M. Schlesinger Jr. e Giulio Andreotti, poi dall'ex direttore della CIA William Colby; presentato al Salone del libro di Torino 1992 da Furio Colombo]
- I Kennedy. La dinastia che ha segnato un secolo, Roma, Newton & Compton, 1999, ISBN 88-8289-354-5.
- Un minuto di storia, Milano, Mondadori, 2003, ISBN 88-04-52634-3.